# Szentperje
A szentperje (Hierochloe) az egyszikűek (Liliopsida) osztályának perjevirágúak (Poales) rendjébe, ezen belül a perjefélék (Poaceae) családjába tartozó nemzetség.

## Fajok
A lista nem teljes.
- alpesi szentperje (Hierochloe alpina)
- Hierochloe fraseri
- Hierochloe hirta
- Hierochloe magellanica
- Hierochloe occidentalis
- illatos szentperje (Hierochloe odorata)
- Hierochloe pauciflora
- Hierochloe rariflora
- Hierochloe recurvata
- Hierochloe redolens
- Hierochloe sibirica
- Hierochloe stepporum
- Hierochloe submutica